# Roger Bernat I de Pallars Sobirà
Roger Bernat I de Pallars-Mataplana i de Foix-Castellbò (1370 - 1424) fou comte de Pallars Sobirà i senyor d'Urtx (1416 - 1424).
El 1418 encapçala, junt amb el conseller Ramon Desplà, la lliga de barons, viles i ciutats del Principat coneguda com a Junta de Molins de Rei que s'enfrontaren a l'autoritarisme del rei d'Aragó, Alfons el Magnànim i l'exigiren acceptar les formes del constitucionalisme català i que reduís el nombre de càrrecs de la cort reial que estaven ocupats per castellans.

## Antecedents familiars
Fill d'Hug Roger II de Pallars Sobirà i de Blanca de Foix-Castellbò.

## Núpcies i descendents
El 1390 es va casar amb Beatriu de Cardona, filla d'Hug II de Cardona. Van tenir:
- Blanca (o Margarida).
- Arnau Roger IV de Pallars Sobirà, comte de Pallars Sobirà.